# 美原地区路線バス乗降場

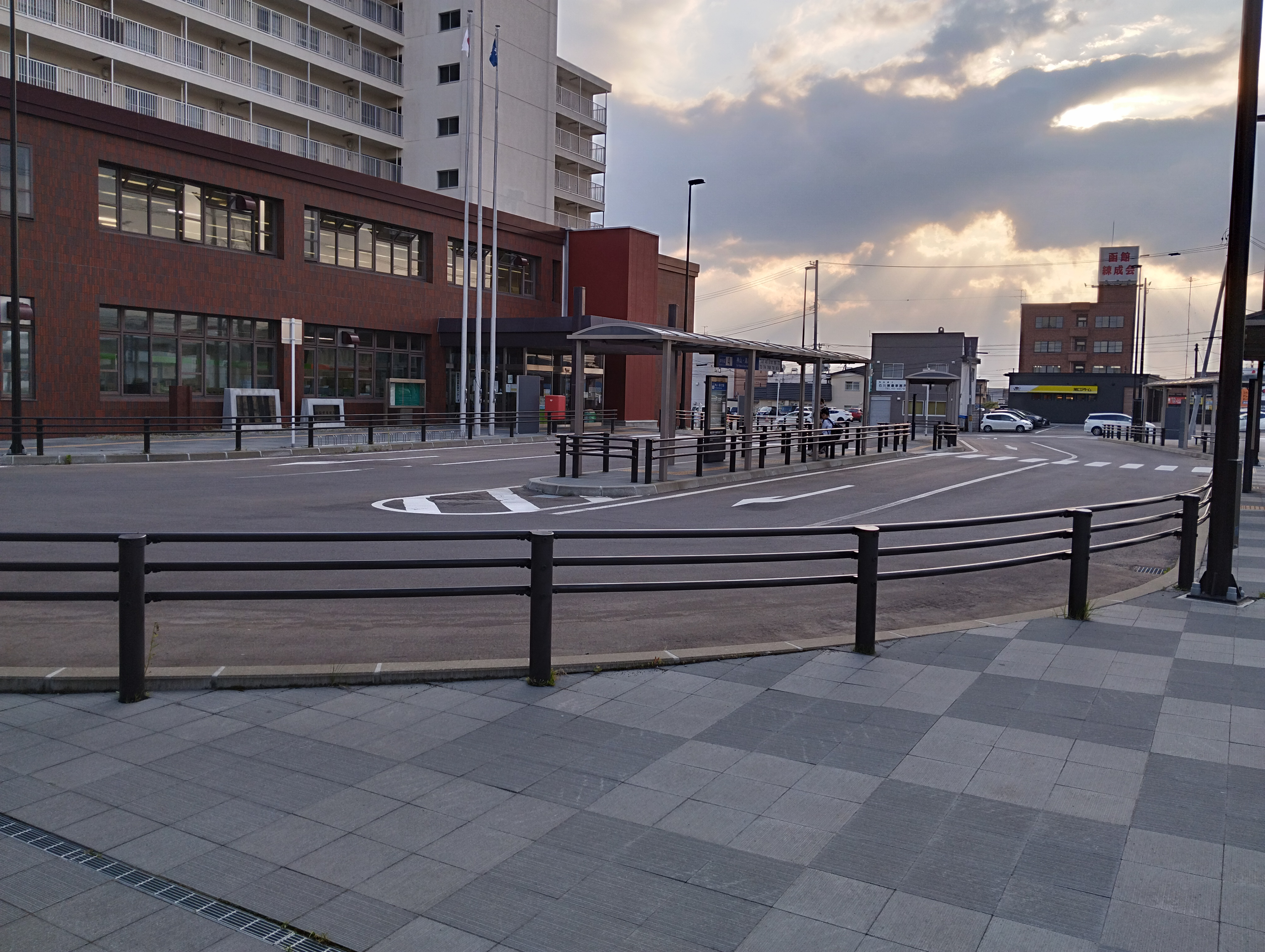
美原地区路線バス乗降場

美原地区路線バス乗降場（みはらちくろせんバスじょうこうじょう）は、北海道函館市美原1丁目にあるバスターミナル。停留場名は亀田支所前。ゾーンバス「美原エリアゾーンバス」の拠点バスターミナルである。

## 概要
旧・亀田市域であった函館市美原地区の共通拠点として2021年（令和3年）4月1日に函館市役所亀田支所前に設けられた。これまで4か所に点在していたバス停を集約し、将来的に美原地区内の路線バスを乗降場発着にする予定。
2020年（令和2年）8月現在、停留場名を場内のりばは「亀田交流プラザ」、場外のりばは「美原中央」とし、後者は2023年（令和5年）4月に廃止を予定していた。
2022年（令和4年）より都市間高速バス「高速はこだて号（札幌-函館間、北海道中央バス、北都交通、道南バス、函館バス、旧・オーシャンドリーム号、旧・オーロラ号）」の乗り入れが開始されたが、2023年（令和5年）9月30日に道南バスが撤退した。

### 課題
2020年（令和2年）8月現在、バスターミナルを活用し、石川地区、赤川地区、神山地区へのゾーンバス「美原エリアゾーンバス」の導入を検討しており、乗り換えによより市内各所へのアクセス利便性を確保しつつ、重複路線を整理する方針である。また、近郊路線においても起終点にすることで乗り換えによる市内中心部へのアクセスを向上させることを検討している。しかし、2019年（令和元年）新型コロナウイルス感染症の影響等により遅れている。

### 年表
- 2021年（令和3年）4月1日 - 開設。函館バスの路線バスが乗り入れ開始
- 2022年（令和4年） - 都市間高速バス「高速はこだて号」が乗り入れ開始
- 2023年（令和5年）9月30日 - 高速はこだて号の運行から道南バスが撤退

## のりば

### 2025年（令和7年）4月1日
- 主な出典元は函館バス時刻表[6]
- バス事業者の表記のない路線は函館バスが運行

#### 場内のりば
1番のりば：はこだて未来大学・赤川方面
- 30番台
  - 30
  - 30A
- 50番台
  - 50
  - 51
  - 51A
  - 53
  - 55A
  - 55B
  - 55C
  - 55F
  - 55G
  - 55H
- 60番台
  - 66
- 70番台
  - 73
  - 73A

2番のりば：五稜郭・函館駅方面
- 1番台
  - 7E
  - 7F
- 10番台
  - 19
- 20番台
  - 25
- 30番台
  - 30
  - 33
- 50番台
  - 51
  - 51A
  - 53
  - 55
  - 55A
  - 55B
  - 55E
  - 55F
  - 59
- 60番台
  - 61B
- 70番台
  - 78

3番のりば：昭和方面
- 50番台
  - 58
  - 58A
- 70番台
  - 72
  - 74

4番のりば：神山・湯川方面
- 1番台
  - 7A
  - 7B
- 40番台
  - 46
- 60番台
  - 61
  - 66
- 70番台
  - 72
  - 73
  - 74
  - 76
  - 76B
- 80番台
  - 85A

5番のりば
- 710　快速瀬棚号(函館 - 瀬棚)乗車専用[7]
- 高速はこだて号札幌ゆき（北海道中央バス、北都交通、函館バス）乗車専用[8]

#### 場外のりば
6番のりば
- 710　快速瀬棚号(函館 - 瀬棚)降車専用[7]
- 高速はこだて号函館ゆき（北海道中央バス、北都交通、函館バス）降車専用[8]

7番のりば
8番のりば

### 開設から高速はこだて号乗り入れまで

#### 場内のりば
バス事業者の表記のない路線は函館バスが運行
1番のりば - 公立はこだて未来大学・赤川方面
- 55A,55B,55C(赤川 ※夏季期間は日中便は道南四季の杜公園乗り入れ)
- 55F
- 55G

2番のりば - 五稜郭・函館駅方面
- 7E,7F(五稜郭/湯倉神社前/函館空港）
- 55
- 55A,55B,55C(五稜郭/函館駅前）
- 55E
- 55F
- 59(五稜郭/函館駅前/函館バスセンター)

3番のりば - 昭和方面　
- 72
- 74

4番のりば - 神山・湯川方面
- 7A,7B(湯倉神社前/函館空港）
- 59(湯倉神社前/トラピスチヌ入口/旭岡中学校前）
- 72
- 74
- 85A

5番のりば - 昭和ターミナル行き他
- 11
- 19
- 13
- 21
- 55G
- 67A
- 69
- 70
- 76
- 76A
- 25
- 33
- 33C
- 58
- 64
- 67
- 70A
- 510　快速松前号(函館 - 松前)
- 710　快速瀬棚号(函館 - 瀬棚)
- 高速はこだて号札幌ゆき（北海道中央バス、北都交通、函館バス）乗車専用

#### 場外のりば
6番のりば「JA函館市亀田美原前」
- 高速はこだて号函館ゆき（北海道中央バス、北都交通、函館バス）降車専用

7番のりば「ヤマダ電機前」
8番のりば「みはら歯科矯正クリニック前」